# Sexton (Familienname)
Sexton ist ein alter englischer Familienname, der zuerst in Lancashire nachgewiesen ist.

## Namensträger
- Ann Sexton (1947–2025), US-amerikanische Soulsängerin
- Anne Sexton (1928–1974), US-amerikanische Dichterin
- Blaine Sexton (1892–1966), britischer Eishockeyspieler
- Brendan Sexton III (* 1980), US-amerikanischer Schauspieler
- Brendan Sexton (Triathlet) (* 1985), australischer Triathlet
- Brent Sexton (* 1967), US-amerikanischer Schauspieler
- Charlie Sexton (* 1968), US-amerikanischer Musiker
- Collin Sexton (* 1999), US-amerikanischer Basketballspieler
- Dan Sexton (* 1987), US-amerikanischer Eishockeyspieler
- Dave Sexton (1930–2012), englischer Fußballspieler und -trainer
- Franklin Barlow Sexton (1828–1900), US-amerikanischer Politiker
- Frederic Henry Sexton (1879–1955), kanadischer Bergbauingenieur
- Jane Sexton (* 1978), australische Freestyle-Skierin
- John Sexton (Jurist) (* 1942), US-amerikanischer Jurist, Präsidenten der New York University
- John Sexton (Historiker) (* 1952), britischer Historiker, Übersetzer und Journalist
- Jonathan Sexton (* 1985), irischer Rugbyspieler
- Katy Sexton (* 1982), englische Schwimmerin
- Leo Sexton (1909–1968), US-amerikanischer Leichtathlet
- Leonidas Sexton (1827–1880), US-amerikanischer Politiker
- Mae Sexton (* 1955), irische Politikerin
- Margaret Wilkerson Sexton (* 1982 oder 1983), US-amerikanische Schriftstellerin
- Mike Sexton (1947–2020), US-amerikanischer Pokerspieler
- Randy Sexton (* 1959), kanadischer Eishockeyspieler und -trainer
- Thomas Sexton (Politiker, 1848) (1848–1932), irischer Politiker
- Thomas Sexton (Politiker, 1879) (1879–1946), britischer Politiker
- Thomas Sexton (Radsportler) (* 1998), neuseeländischer Radsportler
- Timothy J. Sexton (* 1959), US-amerikanischer Drehbuchautor und Filmproduzent
- William Sexton (1819–1895), kanadischer Politiker
- William T. Sexton (1901–1983), US-amerikanischer Generalmajor